# Alling Å (Fårvang)
Alling å är ett vattendrag i Silkeborgs kommun i Danmark. Den flyter genom sjön Alling Sø och mynnar ut i Gudenå 4 km NV om Fårvang. Delar av vattendraget kallas Mausing Møllebæk. Alling kloster låg vid vattendraget.